# Sbor pověřenců 5. září 1944 – 23. října 1944
Sbor pověřenců 5. září 1944 – 23. října 1944 působil jako vládní orgán na Slovensku během Slovenského národního povstání v září a říjnu 1944. Šlo v pořadí o druhý Sbor pověřenců.

## Složení Sboru pověřenců
- pověřenec pro věci vnitřní:
  - Gustáv Husák (zástupce Ivan Štefánik)
- pověřenec pro národní obranu:
  - Mikuláš Ferjenčík (zástupci Karol Šmidke a Mikuláš Styk)
- pověřenec pro finance:
  - Viliam Pauliny (zástupce Karol Markovič)
- pověřenec pro věci hospodářské a zásobovací:
  - Ján Ursíny, do 7. října 1945 (zástupce Ján Púll)
  - J. Stanek, po 7. říjnu 1945 (zástupce Ján Púll)
- pověřenec pro školství a národní osvětu:
  - Jozef Lettrich, do 7. října 1945 (zástupce Ondrej Pavlík)
  - Ladislav Šimkovič, po 7. říjnu 1945 (zástupce Ondrej Pavlík)
- pověřenec pro veřejné práce:
  - Jozef Styk (zástupce Samuel Takáč)
- pověřenec pro soudnictví:
  - Jozef Šoltész (zástupce Ivan Pietor)
- pověřenec pro zdravotnictví:
  - Pavol Fendt (zástupce Iľja Paulíny-Tóth)
- pověřenec pro sociální péči:
  - František Kubač (zástupce Fedor Thurzo)
- pověřenec pro železnice:
  - Štefan Višňovský (zástupce Pavol Blaho)
- pověřenec pro pošty a telegraf:
  - Ján Ševčík (zástupce Alexander Bahurinský)